# Червоне вино
Черво́не вино́ — вино, вироблене з чорних (червоних) сортів винограду за технологією, що забезпечує перехід антоціанів зі шкірочки в сусло. Червоні вина багаті на дубильні речовини й завдяки цьому, мають пряні первинні пахощі. Забарвлення червоного вина варіюється від червоного різних відтінків до темно-рубінового. У світі існує близько 4 500 сортів червоного вина.

## Історія

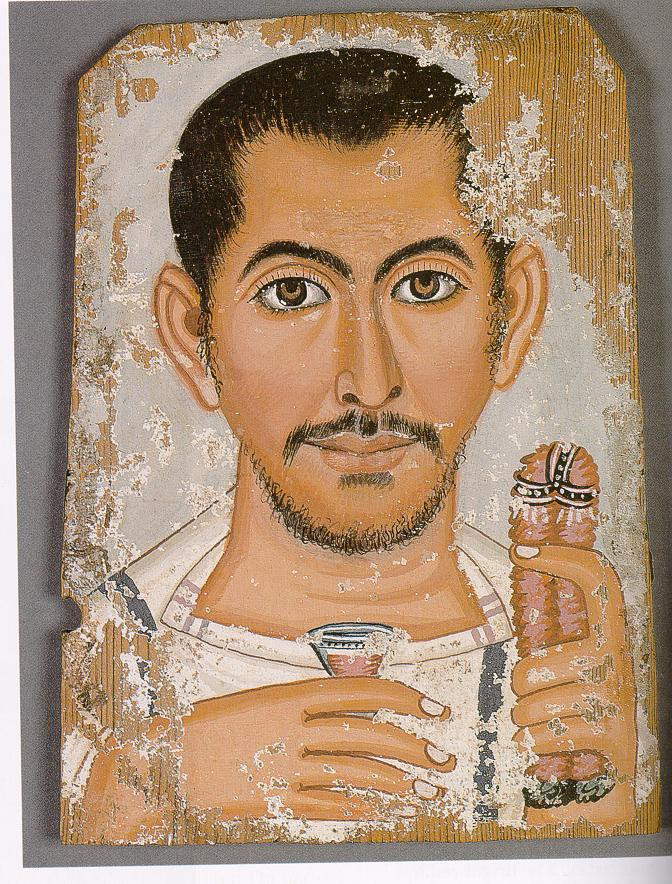
Єгиптянин з келихом червоного вина. IV ст. до н. е.

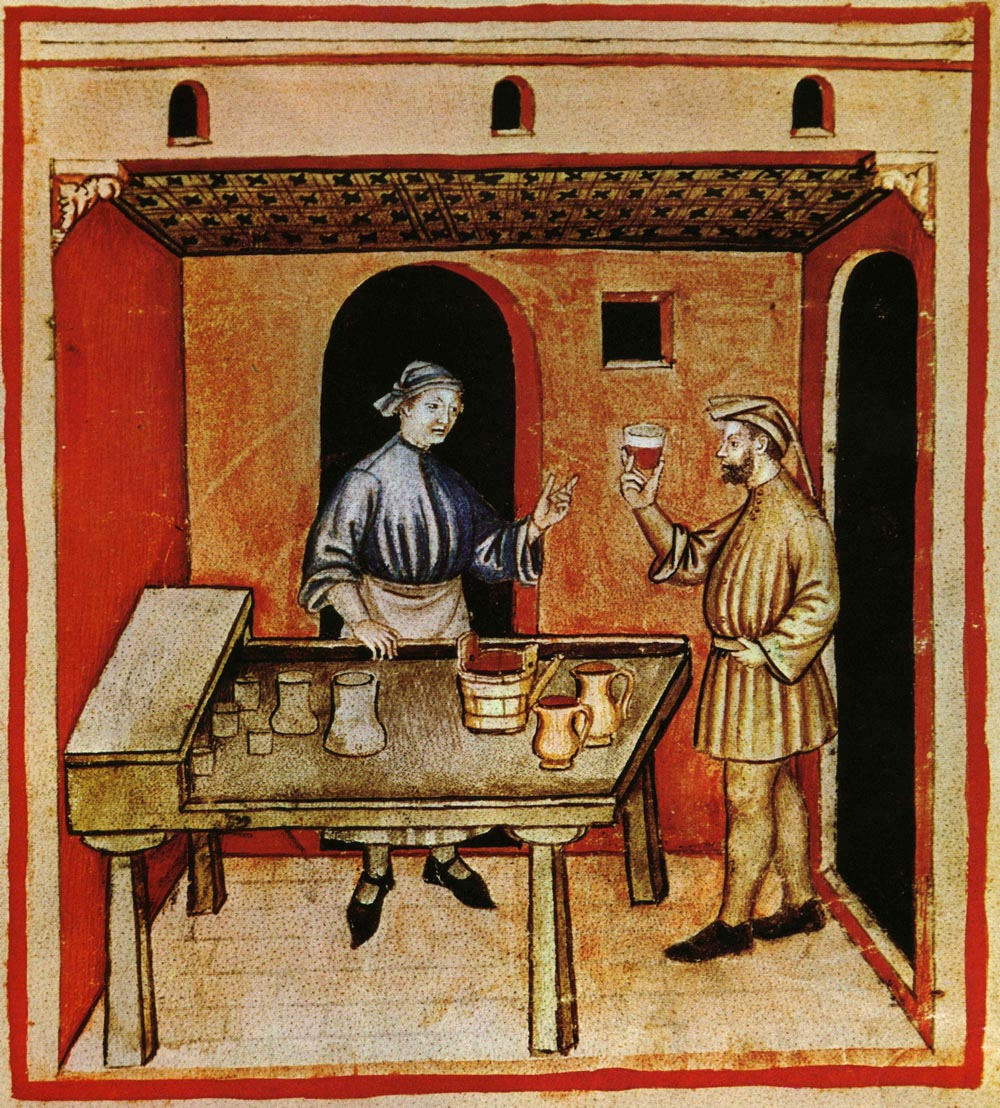
Червоне вино в пізньому середньовіччі. Tacuinum sanitatis. Національна бібліотека Франції

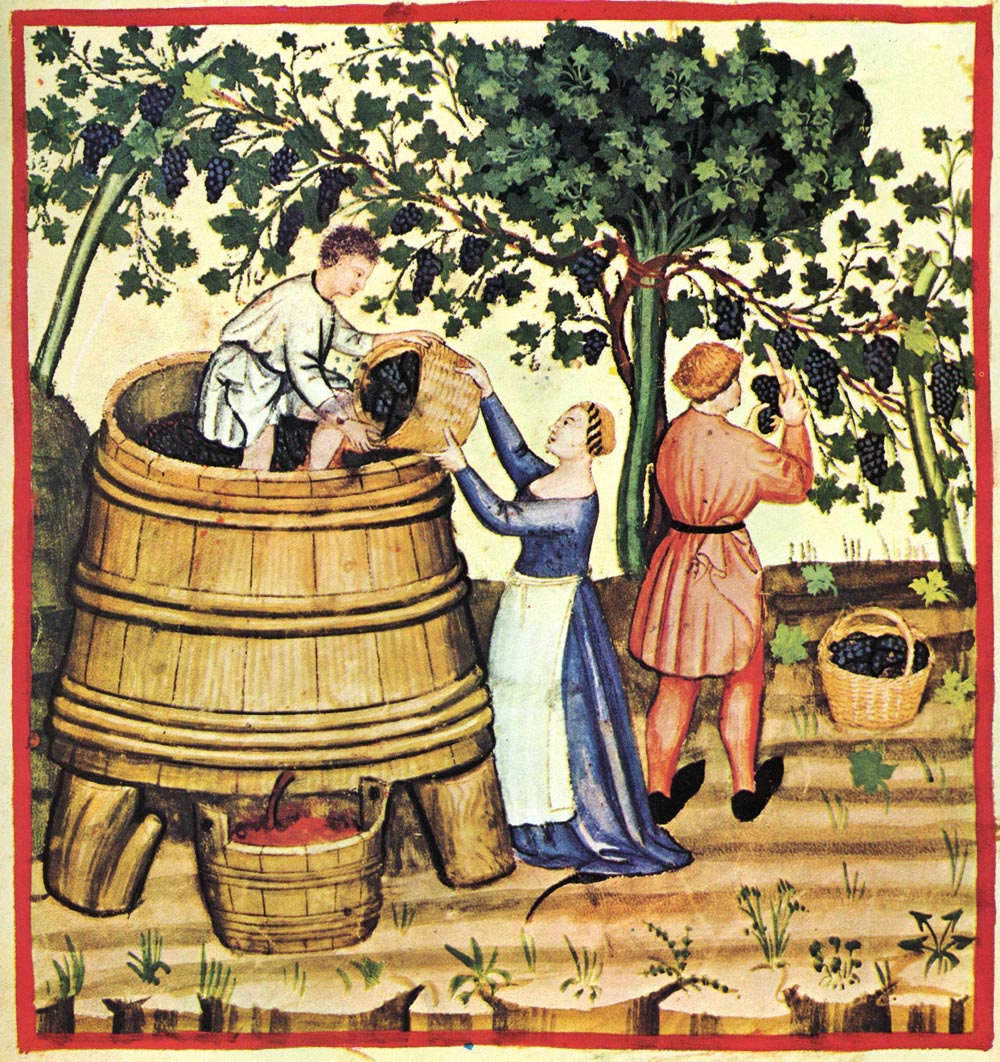
Виробництво червоного вина в XIV столітті. Середньовічна мініатюра

Найдавнішим свідченням про виробництво червоного вина вважається виноградний прес, знайдений неподалік Дамаска (Сирія), вік якого — не менше 8 000 років. Інші давні свідчення виробництва червоного вина датуються V ст. до н. е. та походять з Ірану та Месопотамії.
В античні часи червоне вино мало велике значення, як напій та лікувальний засіб. Так, зокрема, збереглися свідчення про те, що давньогрецький цілитель Гіпократ 400 року до н. е., приписував вживання червоного вина у разі порушень кровообігу.

## Виробництво

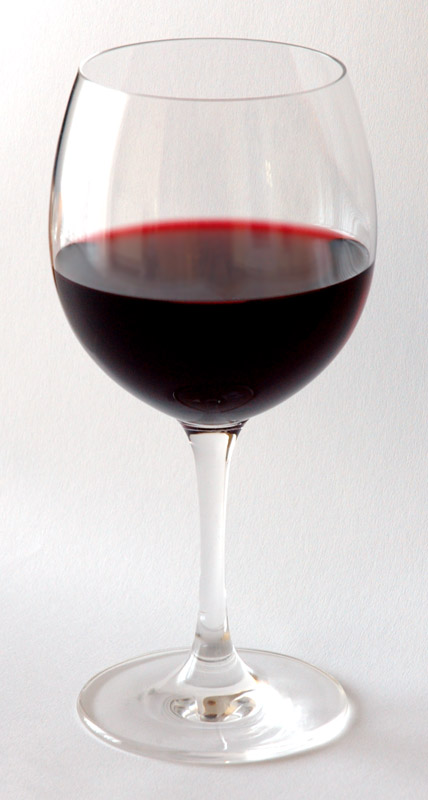
Келих з червоним вином

Червоне вино одержують переважно з чорного винограду. Пігменти, які надають червоний колір цьому вину — антоціани, що містяться в шкірці ягід чорного винограду.

### Дроблення винограду
Після потрапляння на виноробне підприємство виноград зазвичай, завантажують у дробарки з гребеневідділювачами. Після відокремлення гребенів виноград дробиться. Отримана маса соку зі шкіркою, м'якушем та кісточками завантажується в ємності для настоювання (мацерації). Впродовж настоювання шкірка віддає в сік барвні, смакові та духмяні речовини. Гребені зазвичай видаляються, оскільки вони можуть надати вину неприємний, грубий смак. Після мацерації з ємностей зливається рідка складова, яку називають «самопливом», частини м'якуша проходять чавлення у пресі.

### Ферментація і мацерація
Перед початком ферментації подрібнені ягоди винограду можуть протягом кількох днів витримуватися за низької температури. Протягом цього часу фенольні речовини (таніни) і барвні речовини виноградної шкірки, переходять у виноградний сік (процес називається — «мацерація»).
Ферментація може бути природною (за допомогою дріжджів, що містяться на шкірці винограду) та за допомогою додавання спеціально селекціонованих дріжджів. Процес ферментації триває від 4 до 10 днів.

### Фільтрування і пресування
Після вимочування, вино зціджують або фільтрують (для відділення від вичавлених плодів). Віддушені плоди пускають на пресування для відділення залишків вина. Вино, отримане за допомогою тиснення, більш в'язке та має насиченіший колір.

### Яблучно-молочна ферментація
Для виробництва вин іноді використовують яблучно-молочну ферментацію, під час якої яблучна кислота перетворюється на молочну кислоту за допомогою молочних бактерій, що навмисно додаються в молоде вино. По завершенні процесу, вино може витримуватися.

### Дозрівання і витримка
Ферментація і старіння вина тривають в часі від 3 місяців до 5 років. Червоне вино старіє в дубових бочках місткістю 225 л. Взірцевими бочками вважаються ті, що виготовлені в провінції Лімузен (Франція). Ці самі бочки використовуються для виготовлення коньяку. Лімузенські дубові бочки відрізняються від інших не лише особливими властивостями дуба, але й способом обробки матеріалу — дерево не пиляють, а рубають, і сушать не в сушильних камерах, а на відкритому просторі. В середньому вартість нової бочки з провінції Лімузен становить близько 500—800 євро. Тільки через те, що вино виробляють в старих лімузенських бочках, ціна пляшки вина зростає в середньому на 1-1,5 євро. Для посередніх та недорогих вин такі бочки не використовують. У Європейському Союзі заборонено позначення року на етикетці для пляшок зі столовим вином та вином низької якості.

## Сорти чорного винограду
Переважна більшість чорних сортів належить до виду Виноград культурний (Vitis vinifera). До заборони Європейським Союзом відомим був чорний гібрид видів «Vitis vinifera» і «V. labrusca». У кожному виноробному регіоні є власні сорти.
Сорти чорного винограду
- Агіоргітико (Agiorgitiko, St George)
- Альяніко (Aglianico)
- Аргаман
- Барбера (Barbera)
- Вранац (Vranac)
- Гальйоппо (Gaglioppo)
- Гаме (Gamay)
- Гренаш Нуар (Grenache Noir, Garnacha Tinta, Cannonau)
- Дольчетто (Dolceto)
- Дорнфельдер (Dornfelder)
- Зінфандель, Примітиво (Zinfandel, Primitivo)
- Каберне Совіньйон (Cabernet Sauvignon)
- Каберне Фран (Cabernet Franc, Bouchet)
- Каладок (Caladoc)
- Кариньян (Carignan, Carinena, Mazuelo)
- Карменер (Carmenère, Carmenere)
- Корвіна (Corvina)
- Ксиномавро (Xynomavro)
- Ламбруско (Lambrusco)
- Мавруд (Mavrud)
- Мальбек (Malbec, Auxerrois, Côt)
- Марселан (Marselan)
- Мелнік (Melnik)
- Мерло (Merlot)
- Монастрель (Monastrell)
- Мондез (Mondeuse)
- Монтепульчіано (виноград) (Montepulciano)
- Мурведр (Mourvèdre, Mataro)
- Неббіоло (Nebbiolo, Spana, Lampia, Chiavennasca)
- Негретт (Negrette)
- Негроамаро (Negroamaro)
- Неро д'Авола (Nero dAvola, Calabrese)
- Піно-нуар (Pinot Noir, Pinot Nero, Spatburgunder)
- Пінотаж (Pinotage)
- Сагрантино (Sagrantino)
- Санджовезе (Sangiovese)
- Сенсо (Cinsault)
- Сіра/Шираз (Syrah, Shiraz)
- Танна (Tannat)
- Темпранільйо (Tempranillo, Tinto Fino)

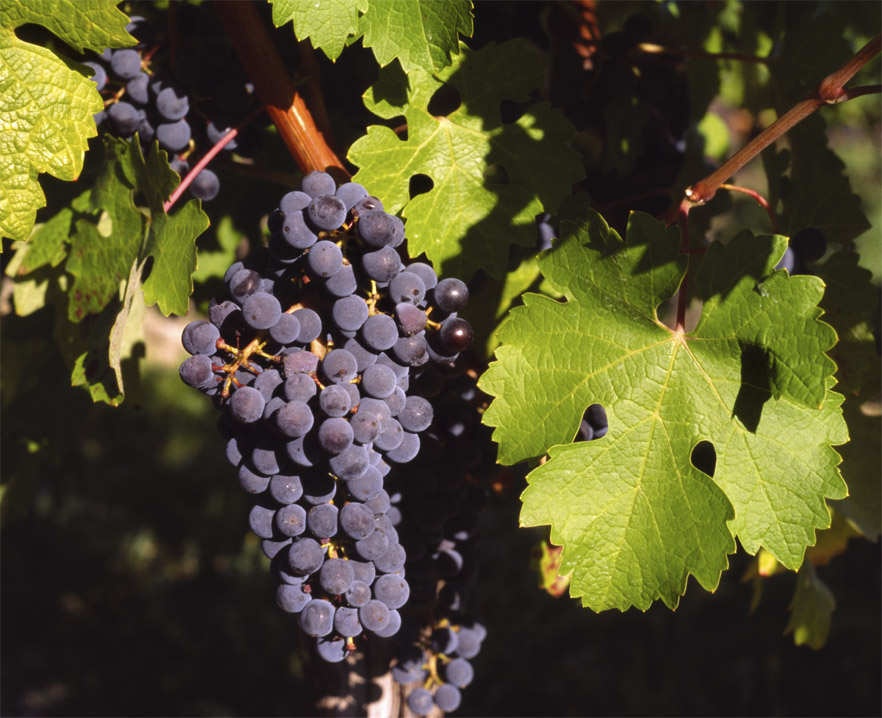
Гроно винограду Каберне Совіньйон.
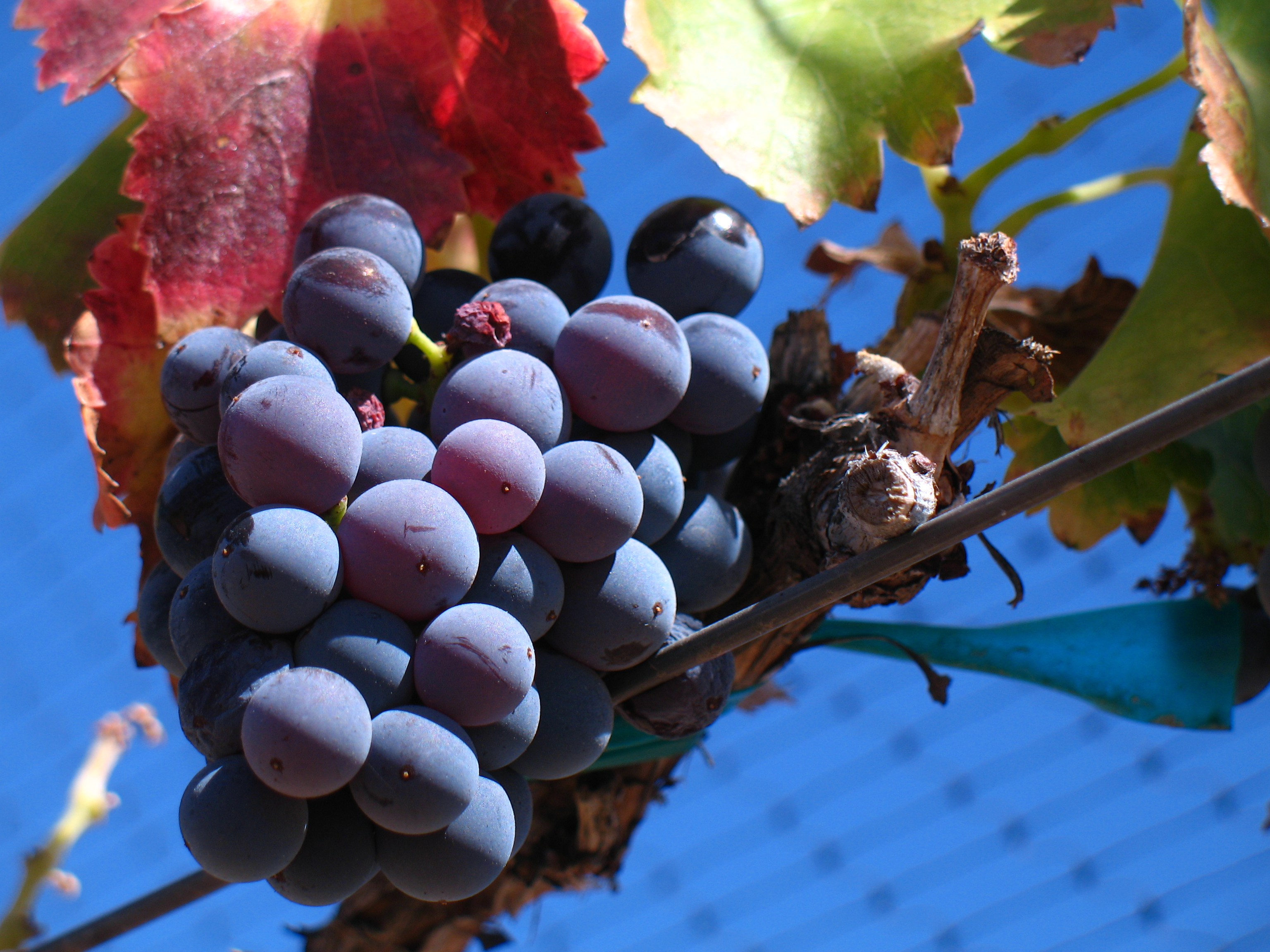
Виноград Гренаш Нуар.
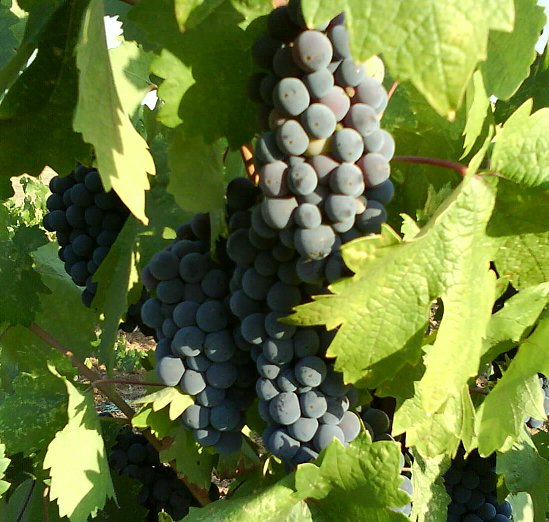
Виноград Зінфандель.

## Кюве
Традиційно червоне вино вініфікують не тільки з одного сорту або виноградника, але й з різних сортів винограду та виноградників. У сучасному виноробстві різні партії винограду зазвичай вініфікують окремо відповідно до місця розташування виноградників і сорту, а потім змішують у кюве. Далі кюве витримується протягом певного часу перед розливом у пляшки. Мистецтво купажування полягає в тому, що кюве має бути більш якісним і складним за смаком, ніж окремі партії, з яких воно було виготовлене. Виробництво вимагає не тільки знань і досвіду, але й відчуття предмета. Сорти винограду для традиційного червоного вина кюве в К'янті в Тоскані, Бордо або Шатонеф-дю-Пап на півдні Франції визначаються професійними організаціями. Сьогодні високоякісне червоне вино кюве також все частіше надходить і з Німеччини, особливо з традиційних виноробних регіонів Вюртемберга, Рейнгессена та Пфальца. В Австрії, зокрема, в Бургенланді прославився найкращими кюве з червоного вина.

## Зберігання
Зберігають лише ті вина, які не призначені для негайного споживання. Під час зберігання вино змінює свій смак і колір. Вік вина можна визначити за зміною інгредієнтів, наприклад, за допомогою індексу мономерів. Під час витримки в пляшці вино поступово набуває смакової складності та зрілості, що позначає момент, коли вино розвиває найбільшу повноту та інтенсивність смаку. Після того, як цей пік пройдено, вино повільно втрачає свій смак і колір. Колір червоного вина з віком стає світлішим і змінюється від інтенсивних червоних тонів до коричневих, оскільки його залізовмісні кольорові пігменти і барвники окислюються. У процесі старіння органічні компоненти вина, такі як винний камінь, кольорові пігменти та дріжджі, утворюються шляхом полімеризації та осадження і збираються у вигляді осаду в пляшці. Що старше червоне вино, то більше осаду воно утворює.
Чи призведе цей біохімічний процес після дозрівання у пляшці до покращення якості вина, залежить, серед іншого, від якості винограду, рівня врожайності, типу вініфікації та витримки. Крім того, існують такі характеристики і властивості, як структура, потенціал, специфічні характеристики врожаю, сорт і умови зберігання. Цінне червоне вино може зберігатися роками, іноді десятиліттями. Споживчі вина не потребують зберігання, їх зазвичай розливають у пляшки, готові до вживання, і вони не зазнають жодного поліпшення якості під час зберігання.
Для хорошого зберігання вина температура і вологість повинні бути правильними. Ідеальна температура становить від 10 до 13 градусів за Цельсієм при високій вологості і повинна коливатися якомога менше. Світло також негативно впливає на дозрівання вина. Цим ідеальним умовам відповідають підвали, які розташовані якомога нижче від поверхні землі і мають природну підлогу, або спеціальні шафи для зберігання вина зі штучним кондиціонуванням. Слід зазначити, що вино має зберігатися якомога тихіше і в горизонтальному положенні, оскільки вібрації погіршують його якість.

## Маринування й приготування страв
Червоне вино також використовують для маринування та приготування їжі.
При маринуванні м'яса червоне вино не тільки виконує функцію ароматизатора, але й розм'якшує м'ясо. Колаген сполучної тканини м'яса піддається впливу кислот, дубильних речовин та інших компонентів вина, розрихлюється і частково желатинізується, роблячи м'ясо більш ніжним і вивільняючи аромат. Якщо маринувати м'ясо занадто довго, винна кислота може стати домінуючою у смаку м'яса. Маринад на основі червоного вина найкраще підходить для темного м'яса, такого як баранина, яловичина, дичина або дика птиця.
При приготуванні страв з червоним вином вино виварюється, концентруючи свої інгредієнти, такі як кислоти та дубильні речовини. Це інтенсифікує процеси біохімічного розкладання, які відбуваються під час приготування їжі, збільшуючи спектр активних інгредієнтів, що може позитивно вплинути на смак і консистенцію страви. Наприклад, у класичній страві, такій як півень у вині, в якості початкового інгредієнта використовується півень, темне м'ясо якого може утворювати ароматний симбіоз з червоним вином під час більш тривалого і повільного процесу приготування. Соусним бульйонам і соусам, таким як соус борделез, також можна надати сильний аромат і темний колір за допомогою сильно розведеного (вивареного) червоного вина, причому забарвлення зумовлене не тільки барвником червоного вина, але й речовинами обсмажування, які утворюються під час виробництва соусу. Якщо страва доповнюється червоним вином лише в кінці процесу приготування, тобто вино не готується разом з нею, аромат червоного вина виходить на перший план, тому вино слід ретельно дозувати, щоб воно не стало домінувати в смаку і кольорі певної страви або соусу. Низькоякісне червоне вино не підходить для приготування їжі, оскільки під час приготування можуть виділятися неприємні інгредієнти, такі як незрілі кислоти і дубильні речовини